# Oberreichenbach (Baden-Württemberg)
Oberreichenbach é um município da Alemanha, no distrito de Calw, na região administrativa de Karlsruhe, estado de Baden-Württemberg.